# Daniel Núñez
Daniel Núñez Aguiar (ur. 12 września 1958 w Santiago de Cuba) – kubański sztangista.
Dwukrotny olimpijczyk (1976, 1980), złoty medalista olimpijski (1980), dwukrotny mistrz (1978, 1980) oraz wicemistrz świata (1981) w podnoszeniu ciężarów. Startował w wadze muszej (do 52 kg), koguciej (do 56 kg) oraz piórkowej (do 60 kg).

## Osiągnięcia

### Letnie igrzyska olimpijskie
- Montreal 1976 – 8. miejsce (waga musza)
- Moskwa 1980 –  złoty medal (waga kogucia)

### Mistrzostwa świata
- Stuttgart 1977 – 6. miejsce (waga kogucia)
- Gettysburg 1978 –  złoty medal (waga kogucia)
- Saloniki 1979 – 4. miejsce (waga kogucia)
- Moskwa 1980 –  złoty medal (waga kogucia) – mistrzostwa rozegrano w ramach zawodów olimpijskich
- Lille 1981 –  srebrny medal (waga piórkowa)
- Lublana 1982 –  brązowy medal (waga piórkowa)

### Igrzyska panamerykańskie
- San Juan 1979 –  złoty medal (waga kogucia)

### Igrzyska Ameryki Środkowej i Karaibów
- Medellín 1978 –  złoty medal (waga kogucia)
- Hawana 1982 –  złoty medal (waga piórkowa)
- Santiago de los Caballeros 1986 –  złoty medal (waga piórkowa)

### Rekordy świata
- Leningrad 21.09.1979 – 121 kg w rwaniu (waga kogucia)
- Tatabánya 18.03.1980 – 122,5 kg w rwaniu (waga kogucia)
- Moskwa 21.07.1980 – 125 kg w rwaniu (waga kogucia)
- Moskwa 21.07.1980 – 275 kg w dwuboju  (waga kogucia)
- Camagüey 20.05.1981 – 134,5 kg w rwaniu (waga piórkowa)
- Lille 14.09.1981 – 135 kg w rwaniu (waga piórkowa)
- Hawana 12.08.1982 – 136 kg w rwaniu (waga piórkowa)
- Halmstad 13.11.1982 – 136,5 kg w rwaniu (waga piórkowa)
- Kastrup 20.11.1982 – 137,5 kg w rwaniu (waga piórkowa)